# Gravitationswelle
Eine Gravitationswelle – übersetzt auch Schwerkraftwelle genannt – ist eine Welle in der Raumzeit, die durch eine beschleunigte Masse ausgelöst wird. Den Begriff selbst prägte erstmals Henri Poincaré bereits 1905. Gemäß der Relativitätstheorie kann sich nichts schneller als mit Lichtgeschwindigkeit bewegen. Lokale Änderungen im Gravitationsfeld können sich daher nur nach endlicher Zeit auf entfernte Orte auswirken. Daraus folgerte Albert Einstein 1916 die Existenz von Gravitationswellen. Beim Durchlaufen eines Raumbereichs stauchen und strecken sie vorübergehend Abstände innerhalb des Raumbereichs. Das kann als Stauchung und Streckung des Raumes selbst betrachtet werden.
Da sich in der newtonschen Gravitationstheorie Veränderungen der Quellen des Gravitationsfeldes ohne Verzögerung im gesamten Raum auswirken, kennt sie keine Gravitationswellen.
Am 11. Februar 2016 berichteten Forscher der LIGO-Kollaboration über die erste erfolgreiche direkte Messung von Gravitationswellen im September 2015, die bei der Kollision zweier Schwarzer Löcher erzeugt worden waren. Sie wird als Meilenstein in der Geschichte der Astronomie betrachtet. 2017 wurden Rainer Weiss, Barry Barish und Kip Thorne „für entscheidende Beiträge zum LIGO-Detektor und die Beobachtung von Gravitationswellen“ mit dem Nobelpreis für Physik ausgezeichnet.

## Allgemeine Eigenschaften – Vergleich mit elektromagnetischen Wellen

Ein Ring von Testpartikeln unter dem Einfluss einer Gravitationswelle

### Erzeugung und Ausbreitungsgeschwindigkeit
Nach der allgemeinen Relativitätstheorie wirken Änderungen des Gravitationsfeldes nicht instantan im ganzen Raum, wie es in der newtonschen Himmelsmechanik angenommen wird, sondern breiten sich mit Lichtgeschwindigkeit aus (siehe auch Aberration der Gravitation). Demnach werden von jedem System beschleunigter Massen (z. B. einem Doppelsternsystem oder einem um die Sonne kreisenden Planeten) Gravitationswellen erzeugt, ähnlich wie beschleunigte elektrische Ladungen elektromagnetische Wellen abstrahlen. Aufgrund des Birkhoff-Theorems sendet eine sphärisch symmetrisch oszillierende Massenverteilung keine Gravitationswellen aus (ebenfalls analog zur Elektrodynamik).

### Dipol- und Quadrupolwellen
Die Masse ist die Ladung der Gravitation. Anders als bei der elektrischen Ladung ist keine negative Masse bekannt und wird derzeit nur im Rahmen von Hypothesen (insbesondere als exotische Materie) diskutiert. Damit existieren keine Dipole von Massen. Ohne Dipole und ohne durch externe Kräfte hervorgerufene Bewegungen kann es jedoch keine Dipolstrahlung geben.
Beschleunigte Massen führen jedoch zur Quadrupolstrahlung, deren Berechnung sich an elektrische Quadrupole anlehnt. Demnach ist das Quadrupolmoment {\displaystyle Q} proportional zur Masse {\displaystyle \textstyle m} und dem Quadrat des Abstandes {\displaystyle \textstyle l}: {\displaystyle \textstyle Q\thicksim m\cdot l^{2}}. Auch eine Masse, die rotiert, aber nicht rotationssymmetrisch ist, strahlt.
Am Beispiel zweier Neutronensterne mit je 1,4-facher Sonnenmasse, die einander im Abstand von 150 Millionen Kilometern (etwa eine Astronomische Einheit, mittlerer Abstand Erde–Sonne) umkreisen, lässt sich die abgestrahlte Leistung der Gravitationswellen zu 1014 W berechnen. Weil in dieser Konstellation als Doppelstern der Abstand mit der 5. Potenz in die abgestrahlte Leistung eingeht, würde bei einem Abstand von nur 500.000 km die Strahlungsleistung der Sonne (4 · 1026 W elektromagnetische Strahlung) in Form von Gravitationswellen erreicht. Bis zur Berührung der Neutronensterne würde in diesem Beispiel die abgestrahlte Leistung in Form von Gravitationswellen auf 1048 W ansteigen.

### Strahlung und Eichbosonen
Gravitationswellen lassen sich mathematisch beschreiben als Fluktuationen des metrischen Tensors, eines Tensors zweiter Stufe. Die Multipolentwicklung des Gravitationsfelds beispielsweise zweier einander umkreisender Sterne enthält als niedrigste Ordnung die Quadrupolstrahlung.
In einer quantenfeldtheoretischen Perspektive ergibt sich das der klassischen Gravitationswelle zugeordnete, die Gravitation vermittelnde Eichboson, das (hypothetische) Graviton, als Spin-2-Teilchen analog dem Spin-1-Photon in der Quantenelektrodynamik. Eine widerspruchsfreie quantenfeldtheoretische Formulierung der Gravitation auf allen Skalen ist jedoch noch nicht erreicht.

### Wellenart

Zweidimensionale Betrachtung von Gravitationswellen, die von zwei einander umkreisenden Neutronensternen ausgesandt werden

Gravitationswellen sind analog zu elektromagnetischen Wellen Transversalwellen. Aus Sicht eines lokalen Beobachters scheinen sie die Raumzeit quer zu ihrer Ausbreitungsrichtung zu stauchen und zu strecken. Sie haben ebenfalls zwei Polarisationszustände. Es gibt auch bei ihnen Dispersion.

### Mathematische Beschreibung
Anders als für elektromagnetische Wellen – die sich aus den linearen Maxwell-Gleichungen ergeben – lässt sich eine Wellengleichung für Gravitationswellen nicht mehr exakt herleiten. Aus diesem Grunde ist auch das Superpositionsprinzip nicht anwendbar. Stattdessen gelten für Gravitationswellen die einsteinschen Feldgleichungen. Für diese können in vielen Fällen nur Näherungslösungen durch lineare Differentialgleichungen ermittelt werden, z. B. die Wellengleichung als Näherung für kleine Amplituden. Da die Annahme kleiner Amplituden am Entstehungsort der Welle in der Regel unzulässig ist, wird es sehr schwierig, die Abstrahlung von Gravitationswellen zu berechnen, was für Vorhersagen über die Messbarkeit der Wellen und die Gestalt der Signale jedoch erforderlich wäre.
Aus der Nichtlinearität der Gravitationswellen folgt die Möglichkeit ihrer Darstellung als solitäre Wellenpakete.

### Spektrum
| Bezeichnung des Frequenzbereichs      | Frequenz- bereich | Wellenlängen- bereich | Detektierung                                                                                   |
| ------------------------------------- | ----------------- | --------------------- | ---------------------------------------------------------------------------------------------- |
| jenseits des Hubble-Frequenzbands     | 0…10−18 Hz        | > 3·1026 m            | Verifikation inflationärer/primordialer kosmologischer Modelle                                 |
| Extremely Low Frequency (Hubble-Band) | 10−18…10−14 Hz    | 3·1022…3·1026 m       | Experimente mit kosmischer Hintergrundstrahlung                                                |
| Ultra Low Frequency (ULF)             | 10−14…3·10−10 Hz  | 1018…3·1022 m         | Astrometrie der Eigenbewegung von Quasaren, Milanković-Zyklen                                  |
| Very Low Frequency (VLF)              | 3·10−10…10−7 Hz   | 3·1015…1018 m         | Pulsar-Timing-Arrays                                                                           |
| Low Frequency (Millihertz-Band)       | 10−7…10−1 Hz      | 3·109…3·1015 m        | weltraumbasierte Laser-Interferometrie, Armlänge > 60.000 km                                   |
| Mittleres Frequenzband                | 10−1…101 Hz       | 3·107…3·109 m         | weltraumbasierte Laser-Interferometrie, Armlänge 1.000–60.000 km                               |
| Hochfrequenzband (Audio)              | 101…105 Hz        | 3·103…3·107 m         | Tieftemperatur-Resonatoren, erdbasierte Laser-Interferometrie                                  |
| Very High Frequency Band              | 105…1012 Hz       | 3·10−4…3·103 m        | Mikrowellenresonator/Wellenleitungs-Detektoren, Laser-Interferometrie und Gauß-Strahl-Detektor |
| Ultra High Frequency Band             | > 1012 Hz         | < 3·10−4 m            | Terahertz-Resonatoren, optische Resonatoren und Magnetfeldumwandlungsdetektor                  |

Somit unterscheidet sich das Gravitationswellen-Spektrum vom Spektrum des sichtbaren Lichts. Da einerseits mit Teleskopen nur emittierende Objekte erfasst werden können und andererseits ca. 99 % aller Materie keine Strahlung emittiert, eröffnen Gravitationswellen eine Möglichkeit zur Erfassung dunkler Materie.

## Quellen von Gravitationswellen

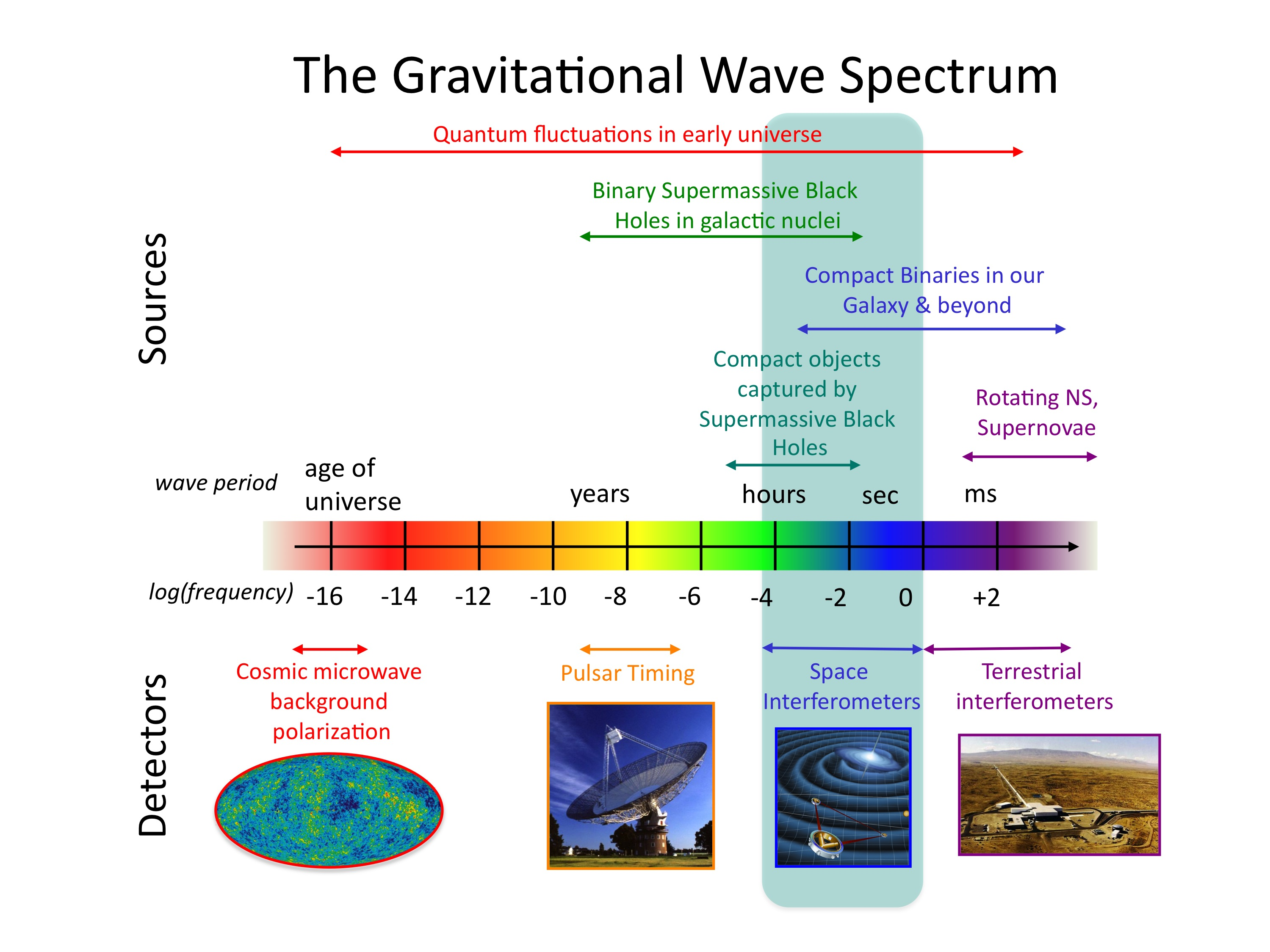
Quellen von Gravitationswellen mit Frequenz und geeigneten Detektoren

#### Interferometer

Schematische Darstellung eines Interferometers

#### Erste Nachweise

Erster Nachweis von Gravitationswellen am LIGO (Ereignis GW150914)